# Aparapotamon
Aparapotamon is een geslacht van kreeftachtigen uit de klasse van de Malacostraca (hogere kreeftachtigen).

## Soorten
- Aparapotamon arcuatum Dai & G.-X. Chen, 1985
- Aparapotamon emineoforaminum Dai & G.-X. Chen, 1985
- Aparapotamon gracillimum (G.-X. Chen & J. Chang, 1981)
- Aparapotamon grahami (Rathbun, 1931)
- Aparapotamon huiliense Dai & G.-X. Chen, 1985
- Aparapotamon inflomanum Dai & Chen, 1985
- Aparapotamon molarum Dai & G.-X. Chen, 1985
- Aparapotamon muliense Dai, G.-X. Chen, J.-B. Liu, Luo, Yi, Z.-H. Liu, Gu & C.-H. Liu, 1990
- Aparapotamon protinum Dai & G.-X. Chen, 1985
- Aparapotamon similium Dai & G.-X. Chen, 1985
- Aparapotamon tholosum Dai & G.-X. Chen, 1985